# Plagiaty
Plagiaty – siódmy solowy album Lecha Janerki wydany w 2005 roku (zob. 2005 w muzyce).
Kompozycje zawarte na tej płycie pochodzą jeszcze z lat 70., natomiast przed nagraniem zostały do nich dopisane teksty. Do promocji albumu wybrano „Rower”, do którego powstał animowany teledysk.
Album nagrał Bartosz Dziedzic. Wydany został w lutym 2005 przez Sony BMG.

## Twórcy
- Bożena Janerka – wiolonczela, głos
- Bartosz Dziedzic – dodatkowa gitara, programowanie, instrumenty klawiszowe, bębny, bas, głos
- Damian Pielka – gitara, kontrabas, perkusjonalia, głos
- Michał Mioduszewski – bębny, głos
- Tomasz Kasiukiewicz – puzon
- Lech Janerka – bas, gitara akustyczna, głos, teksty, kompozycje

## Lista utworów
1. „Wiosna na pustyni” – 3:09
2. „Ave Hella" – 3:19
3. „Rower” – 2:44
4. „Paradoksy” – 3:05
5. „Ramydada” – 3:40
6. „Rympał” – 1:51
7. „Karma Kram” – 3:57
8. „A jednak znikł” – 0:29
9. „Forma” – 2:57
10. „El Producente” – 4:11
11. „Kill Gil” – 0:49
12. „Brak” – 1:47
13. „I jak ci tam w tym niebie” – 2:46
14. „Absolulu” – 4:07
15. „Wystarczy wiedzieć” – 0:30